# بناء ذكي

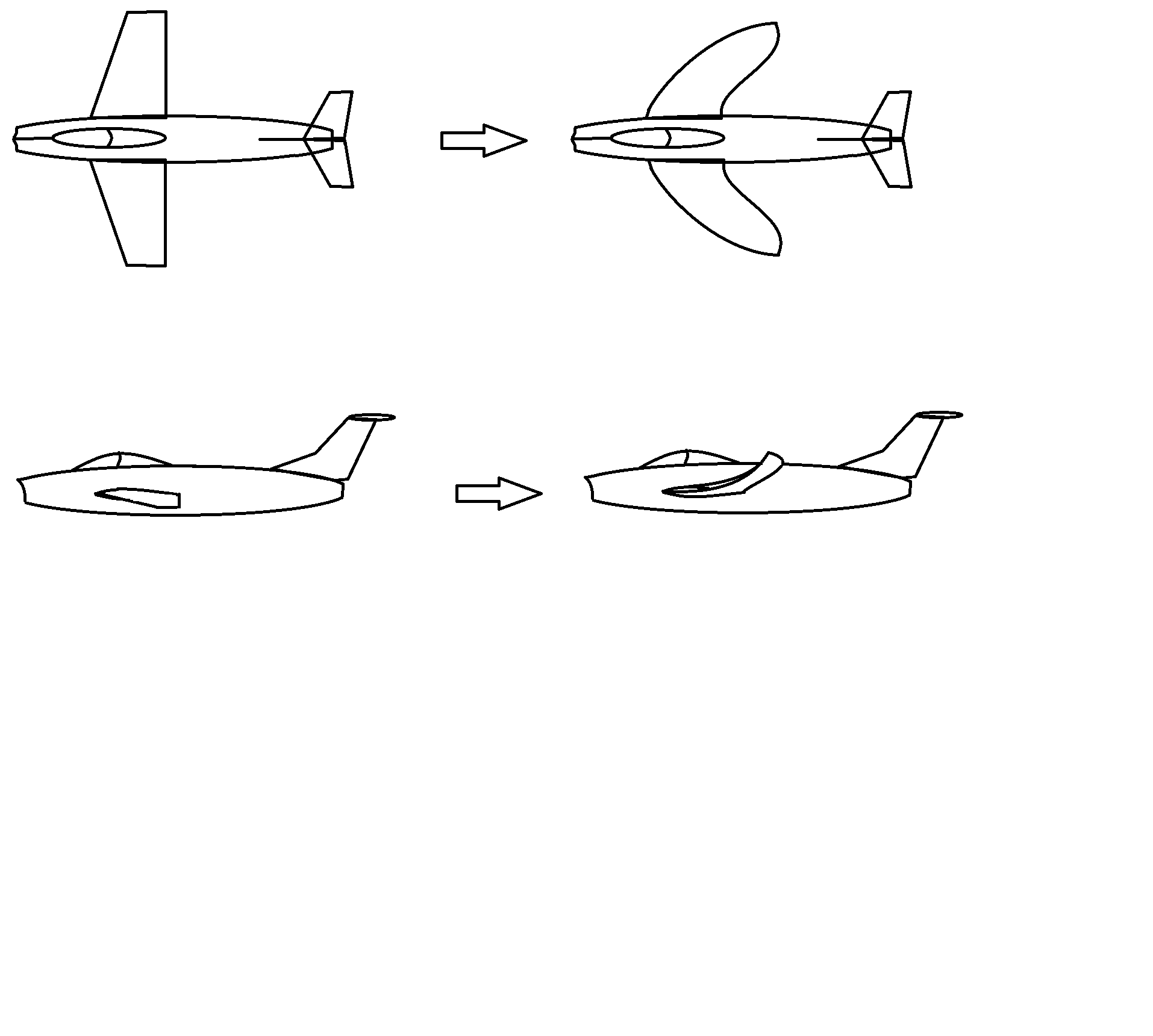

البناء النشط (بالإنجليزية: Active structure)‏ (يُعرف أيضًا باسم البناء الذكي أو البناء التكيُفي) هو بناء ميكانيكي يتسم بالقدرة على تغيير تكوينه، أو شكله، أو خصائصه استجابةً للتغيرات التي تحدث في البيئة.
كذلك، يشير مصطلح البناء النشط إلى الأبنية التي تتطلب حركةً ثابتة، وبالتالي تحتاج إلى التزويد بالطاقة كي تظل ثابتة، على عكس الأبنية الهندسة التقليدية (مثل الجسور والمباني). وتكمن ميزة الأبنية النشطة في أنها يمكن أن تكون أكثر ضخامةً بكثير من البناء الساكن التقليدي: ومثال على ذلك نافورة الفضاء وهي بناء يصل إلى المدار.

## الوظيفة
ينتج عن هذا النشاط بناءً أكثر ملائمةً لنوع وحجم الحمولة التي يحملها. على سبيل المثال، قد يؤدي تغيير اتجاه أي جائز إلى تقليل الحد الأقصى من مستوى الإجهاد أو التوتر، في حين أن أي تغيير في الشكل من الممكن أن يؤدي إلى إنشاء مبنى أقل عُرضةً للاهتزازات الديناميكية. ويُعد جسم الإنسان خير مثال على البناء التكيُفي؛ حيث يحمل الهيكل العظمي مجموعةً كبيرة من الأحمال وتقوم العضلات بتغيير تكوينها للقيام بذلك. على سبيل المثال، في حالة حمل حقيبة ظهر؛ إذا لم يتم ضبط الجزء العلوي من الجسم مع مركز ثقل الجسم بأكمله عن طريق الميل قليلاً للأمام، فقد يسقط الشخص على ظهره.
يتكون البناء النشط من ثلاثة مكونات متكاملة، بالإضافة إلى الجزء الذي يحمل الحمولة. وتلك المكونات هي أجهزة الاستشعار، والمعالج، والمحركات. في الجسم البشري، تُعد الأعصاب الحسية بمثابة أجهزة الاستشعار التي تقوم بجمع معلومات عن البيئة. كما يعمل المخ كمعالج لتقييم المعلومات ويتخذ القرار بالتصرف تبعًا لها وبالتالي يوجه العضلات، التي تعمل كالمحركات في استجابتها. ويوجد بالفعل اتجاه جديد في الهندسة الثقيلة لدمج إمكانية التنشيط في الجسور والقباب لتقليل الاهتزازات تحت حمل الرياح والزلازل.
تمثل هندسة الطيران وهندسة الفضاء الجوي القوتين الدافعتين الرئيسيتين وراء تطوير الأبنية النشطة الحديثة. ويلزم توفر ميزة التكيف في الطائرات (والمركبات الفضائية) نظرًا لتعرضها للعديد من البيئات المختلفة، وبالتالي العديد من الأحمال طوال فترة عملها. فقبل انطلاقها تكون عرضة للجاذبية أو للأحمال الساكنة، وأثناء
الإقلاع تكون عرضة لأحمال ديناميكية شديدة وأحمال فائقة بفعل القصور الذاتي، كما يلزم أن تكون أثناء الطيران في شكلٍ يساعد في تقليل السحب ويزيد من قوة الرفع. ويتم توجيه الكثير من الجهد في أجنحة الطائرات التكيُفية لإنتاج واحدة يمكنها التحكم في الفصل بين الطبقات الفاصلة والمطبات الهوائية. ويستفيد الكثير من الأبنية الفضائية بميزة التكيف من أجل التغلب على التحديات البيئية القصوى التي تواجهها في مجال الفضاء أو بغية تحقيق درجةٍ عالية من الدقة. فعلى سبيل المثال يمكن تنشيط الهوائيات والمرايا الفضائية لتوجيهها بدقة تامة. ومع تقدم تكنولوجيا الفضاء، تتطلب بعض المعدات الحساسة (مثل معدات التداخل الضوئي ومعدات الأشعة تحت الحمراء الفلكية) أن تكون دقيقة في وضعها مع هامش خطأ لا يزيد عن بضعة نانومترات، في حين أن الأبنية النشطة الداعمة تقاس أبعادها بعشرات الأمتار.

## التصميم
تتميز جميع المحركات التي صنعها الإنسان الموجودة في الأسواق، حتى المحركات الأكثر تعقيدًا، بأنها أحادية البعد. وهذا معناه أنها قادرة فقط على الانقباض والانبساط طوليًا، أو الدوران حول محورٍ واحد. وتُعرف المحركات القادرة على الحركة إلى الأمام وفي الاتجاهات المُعاكسة بالمحركات ثنائية الاتجاه، على عكس المحركات أحادية الاتجاه التي تتحرك في اتجاهٍ واحدٍ فقط. ولقد انحصرت قدرة المحركات المحدودة الأبنية النشطة في نوعين رئيسيين، وهما: أبنية الحزم النشطة القائمة على المحركات الخطية، والأذرع المتحركة القائمة على المحركات
الدوارة.
لكي يكون البناء النشط جيدًا، هناك عدد من المتطلبات. أولاً، يجب أن يكون سهل الحركة. ويجب أن تكون هذه الحركة موفرة للطاقة. كذلك، يلزم وجود بناء شديد الصلابة ومقاوم بشدة لأي تحول غير مرغوب فيه. ثانيًا، يجب أن يتسم البناء الناتج بالتكامل البنائي ليتحمل حمولات التصميم. لذا، من الضروري ألا تقوم عملية التحريك بتعريض قوة البناء للخطر. وبشكل أكثر دقة، يمكننا القول بأننا: نسعى لإقامة بناءٍ نشط يؤدي تحريك بعض أجزائه إلى تغير هندسي دون التسبب في حدوث تغير جوهري في قدرته على التحمل. بمعنى آخر، فإن البناء الذي يتميز بكل من الحتمية الساكنة والحتمية الحركية يعد بناءً مثاليًا للتحريك.

## الاستعمالات والتطبيقات
تُستخدم تكنولوجيا التحكم النشط في مجالات الهندسة المدنية والهندسة الميكانيكية والهندسة الفضائية. وعلى الرغم من أن معظم الأبنية الهندسية المدنية تعد أبنية ثابتة، إلا أنه يتم استخدام التحكم النشط في بعض الأبنية المدنية من أجل مواجهة أحمال الزلازل وأحمال الرياح، والاهتزازات البيئية. كذلك، يقترح بعض الباحثين استخدام التحكم النشط في أغراض تحمل الأضرار والتلف حيث يكون التدخل البشري مقيدًا. فقد أشار كروكماز (Krokmaz) وآخرون إلى إمكانية استخدام تكوين نظام التحكم النشط من أجل الاستفادة به في أغراض تحمل الأضرار والتلف التي تصيب أي جسر.

## وصلات خارجية
- Swiss Federal Institute of Technology (EPFL), Applied Computing and Mechanics Laboratory (IMAC)
- Cambridge University Deployable Structures Lab
- Hoberman Associates - Transformable Design
- CRG Technology: Morphing Processes